# کنه غنچه مرکبات
کنه غنچه مرکبات (نام علمی: Acer sheldoni) نام یک گونه از فراراستهُ کنه‌شکلان است.